# Jan Knutsson
Jan Ingemar Knutsson, född 21 april 1958 i Skurup, är en svensk diplomat. Sedan 2024 är han Sveriges Natoambassadör.
Knutsson har varit chef för Sveriges representation vid de internationella organisationerna i Genève, utrikesråd för internationellt utvecklingssamarbete och chef för enheten för global säkerhet. Han har även varit Sveriges ambassadör i Saudiarabien och från 2019 i Schweiz. Mellan 2022 och 2024 var han kabinettssekreterare på Utrikesdepartementet i regeringen Kristersson. År 2024 utsågs han till Natoambassadör tillika chef för Sveriges ständiga representation vid Nato. Han efterträdde Axel Wernhoff på posten.